# Aoteapsyche philpotti
Aoteapsyche philpotti är en nattsländeart som först beskrevs av Tillyard 1924.  Aoteapsyche philpotti ingår i släktet Aoteapsyche och familjen ryssjenattsländor. Inga underarter finns listade i Catalogue of Life.